# Lype excisa
Lype excisa är en nattsländeart som beskrevs av Wolfram Mey 1991. Lype excisa ingår i släktet Lype och familjen tunnelnattsländor. Inga underarter finns listade i Catalogue of Life.